# Langgarter Tor

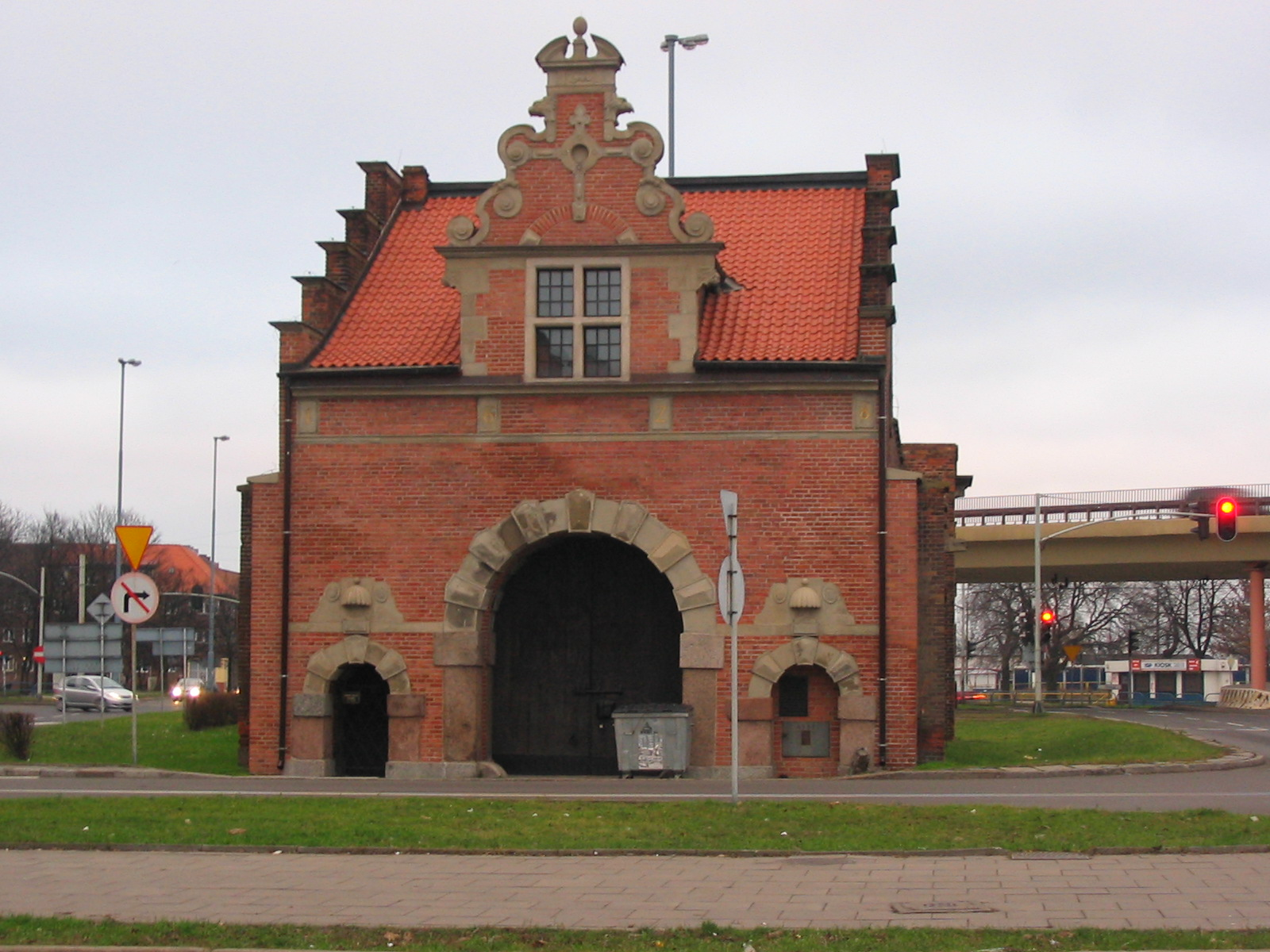
Das Langgarter Tor

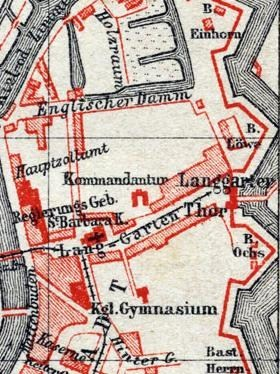
Lage des Langgarter Tor auf einem Stadtplan von 1885

Das Langgarter Tor (poln. Brama Żuławska) wurde in der Langgartenstraße (poln. Długie Ogrody) in Danzig 1628 von Hans Strackwitz errichtet.

## Geschichte und Architektur
Das Tor befand sich zwischen der Löwen- und der Ochsenbastei im Zuge der Erdwälle und bildete ein wichtiges Element der Danziger Befestigungsanlagen. Die Erdwälle wurden erst am Ende des neunzehnten Jahrhunderts abgeschafft.
Das Gebäude wurde aus unverputztem Backsteinmauerwerk mit Umrahmungen aus Sandstein errichtet. Neben der mittleren Durchfahrt befinden sich zwei Durchgänge. Über den Durchgängen befinden sich steinerne Medaillons mit Köpfen römischer Befehlshaber.
Die Räume im Tor werden von den Danziger Museen zu Lagerzwecken genutzt.

## Galerie

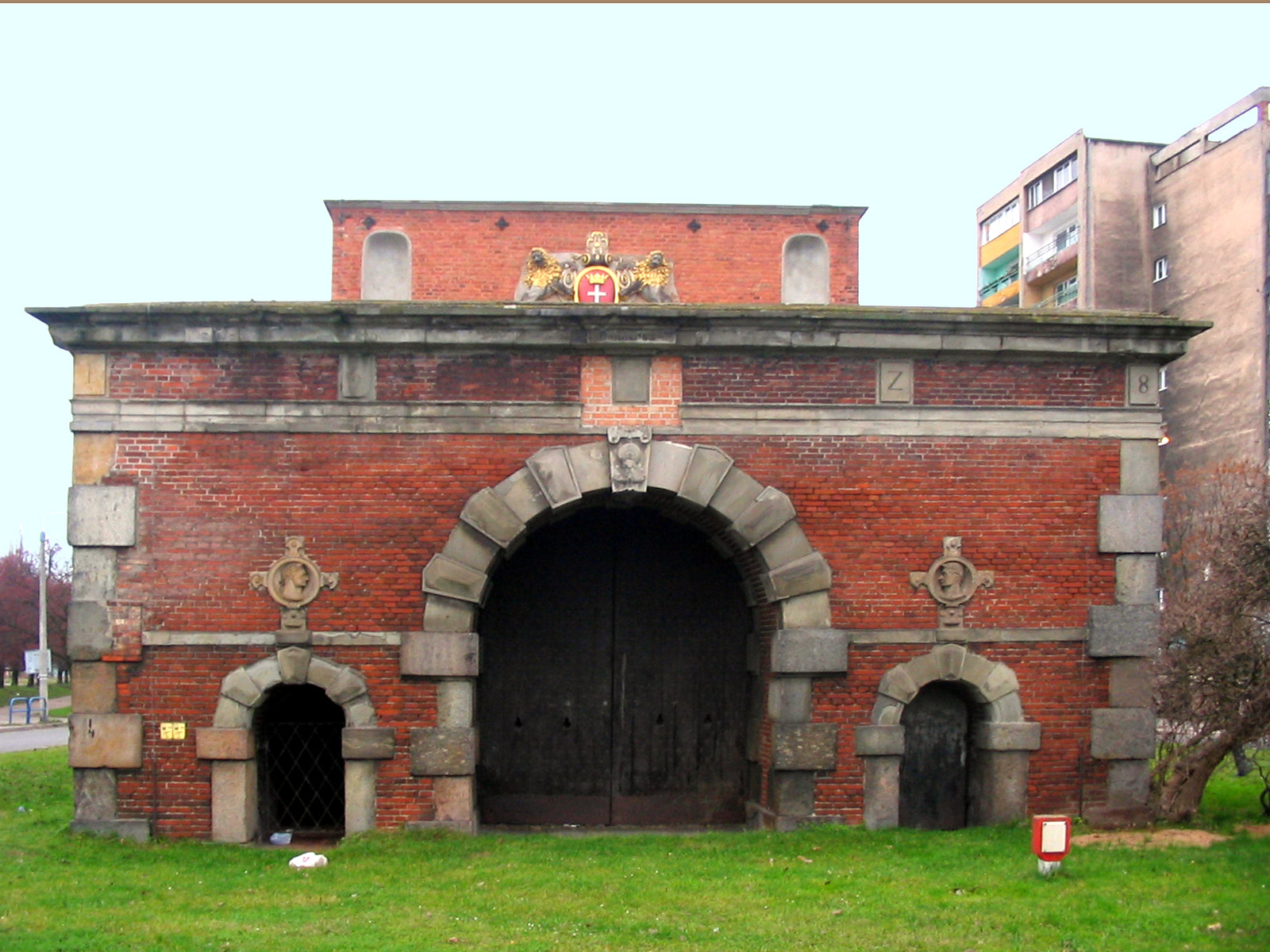
Ostseite
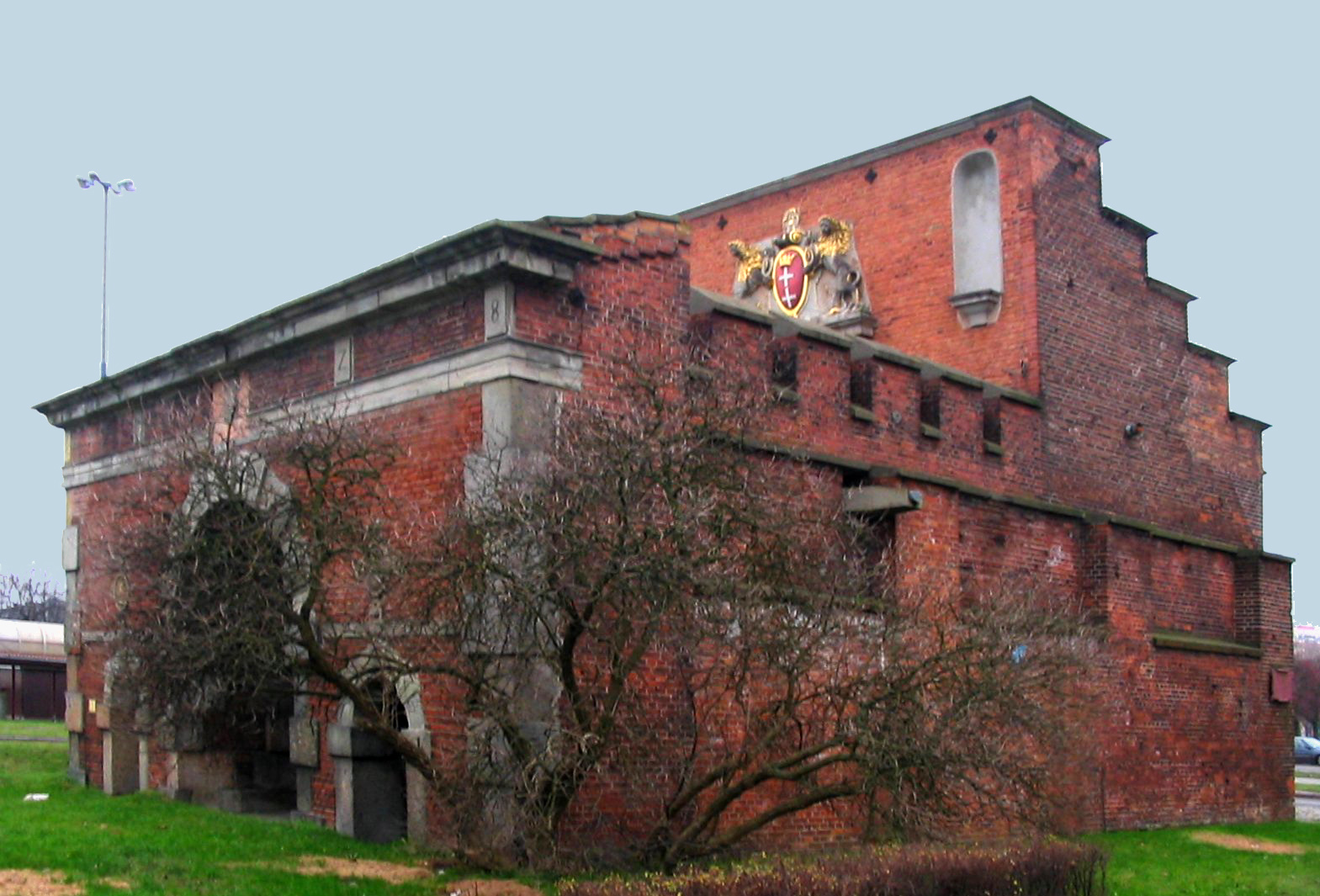
Nordseite
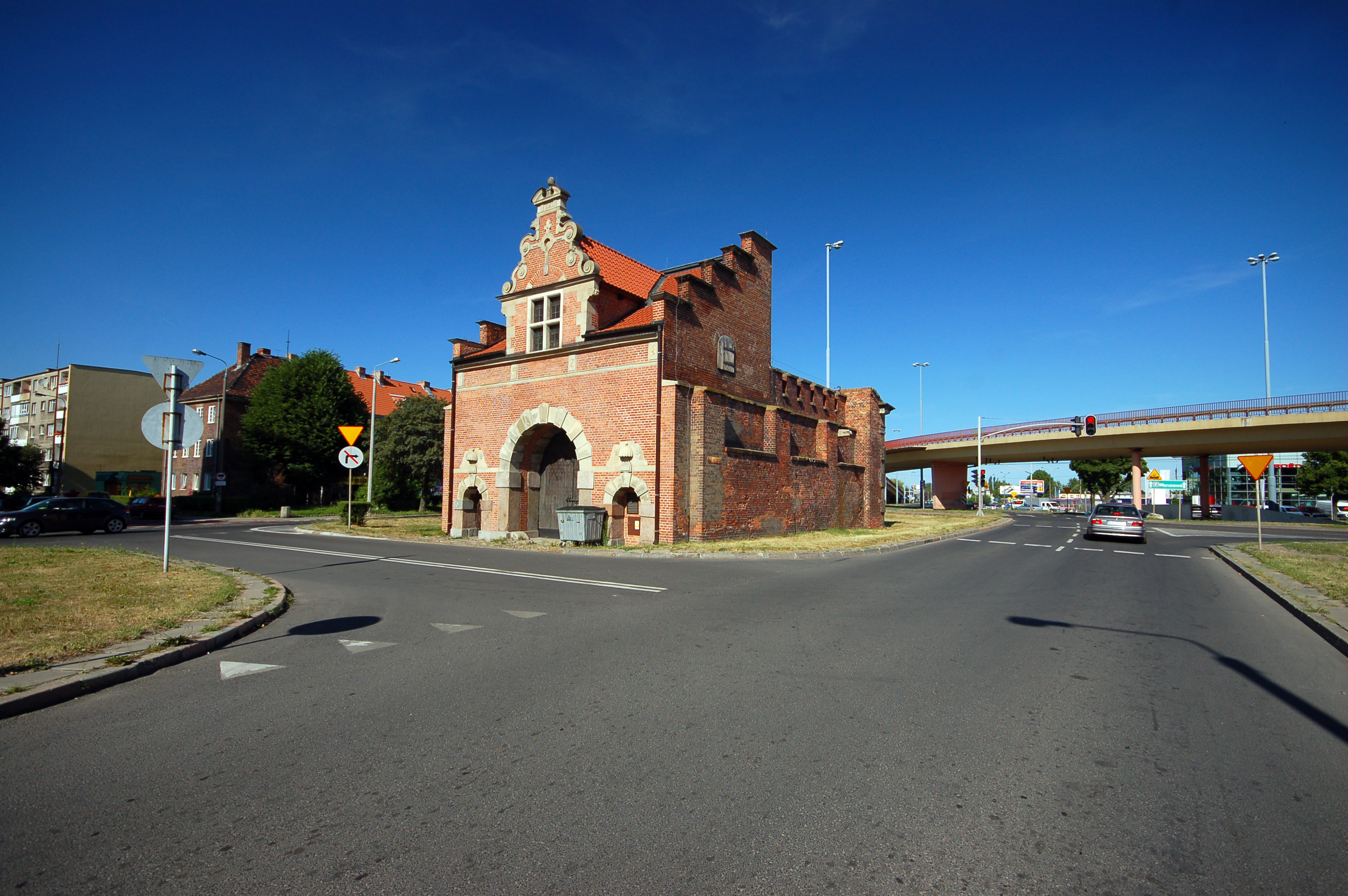
Lage des Tores an der Straße